# Sapieżanka
Sapieżanka (ukr. Сапіжанка) – wieś na Ukrainie. Należy do rejonu lwowskiego (wcześniej do rejonu kamioneckiego) w obwodzie lwowskim i liczy 600 mieszkańców.
W II Rzeczypospolitej do 1934 roku wieś stanowiła samodzielną gminę jednostkową w powiecie kamioneckim w woj. tarnopolskim. W związku z reformą scaleniową została 1 sierpnia 1934 roku włączona do nowo utworzonej wiejskiej gminy zbiorowej Kamionka Strumiłowa w tymże powiecie i województwie. Po wojnie wieś weszła w struktury administracyjne Związku Radzieckiego.
15 października 1922 na miejscowej stacji miał miejsce zamach na ukraińskiego profesora Sydora Twerdochliba (kandydata bloku „chliborobów” do Sejmu RP w wyborach 1922 roku, działający na rzecz zbliżenia polsko-ukraińskiego) dokonany przez terrorystyczną Ukraińską Organizację Wojskową.